# حالة صرعية
الحالة الصرعية (بالإنجليزية: Status epilepticus)‏ (إس إي) هي نوبة مفردة مستمرة لأكثر من 5 دقائق أو حالة حدوث نوبتين أو أكثر خلال فترة خمس دقائق دون عودة المصاب للحالة الطبيعية بينهما. استخدمت التعريفات السابقة فترة 30 دقيقة كحد زمني. قد تكون النوبات من النوع التوتري الرمعي، مع نمط منتظم من حركات الانقباض والبسط في الذراعين والساقين، أو من الأنواع الأخرى التي لا تشمل الانقباضات، مثل النوبة الصرعية المصحوبة بغيبة أو النوبة الجزئية المركب. تُعد الحالة الصرعية حالة طبية إسعافية مهددة للحياة، وخاصة عند التأخر بعلاجها.
قد تحدث الحالة الصرعية لدى الأشخاص الذين لديهم تاريخ من الصرع إلى جانب الأشخاص الذين يعانون من مشكلة كامنة في الدماغ. تشمل هذه المشاكل الدماغية الكامنة كلًا من الإصابة الرضية، أو العدوى، أو السكتة الدماغية أو غير ذلك. يشمل التشخيص غالبًا فحص سكر الدم، وتصوير الرأس، والعديد من فحوص الدم وتخطيط كهربية الدماغ. قد تتظاهر النوبات النفسية غير الصرعية بشكل مشابه للحالة الصرعية. تشمل الحالات الأخرى المشابهة للحالة الصرعية كلًا من سكر الدم المنخفض، واضطرابات الحركة، والتهاب السحايا، والهذيان وما إلى ذلك. قد تظهر الحالة الصرعية أيضًا عند تفاقم التهاب السحايا السلي إلى مرحلة شديدة للغاية. 
تُعد البنزوديازيبينات العلاج الأولي المفضل، إذ يُعطى بعده الفينيتوين في الحالات النموذجية. تشمل البنزوديازيبينات المحتملة اللورازيبام الوريدي بالإضافة إلى حقن الميدازولام العضلية. يمكن استخدام عدد من الأدوية الأخرى في حال عدم فعالية هذين الدواءين، مثل الفينوباربيتال، أو البروبوفول أو الكيتامين. بعد العلاج الأولي باستخدام البنزوديازيبينات، يجب إعطاء الأدوية المضادة للصرع النموذجية، بما في ذلك حمض الفالبرويك (الفالبروات)، والفوسفينيتوين، والليفيتيراسيتام والمواد المشابهة الأخرى. على الرغم من وجود العديد من العلاجات القائمة على التجربة، يوجد أيضًا بعض التجارب السريرية المباشرة القليلة، لا يمكن بالتالي تحديد نهج معين على أنه الأفضل. مع ذلك، تقدم جمعية الرعاية العصبية الحرجة أفضل الممارسات «القائمة على الإجماع». قد تتطلب الحالة إجراء التنبيب من أجل المساعدة في الحفاظ على المجرى التنفسي للشخص. تتراوح نسبة وفيات الأشخاص المصابين بالحالة الصرعية بين 10% و30% خلال 30 يوم. تشمل العوامل الهامة المؤثرة على هذه النتيجة كلًا من السبب الكامن، وعمر المصاب وطول النوبة. تصل نسبة حدوث الحالة الصرعية إلى 40 شخص لكل 100,000 شخص سنويًا. يمثل المصابون بالحالة الصرعية ما يقارب 1% من الأشخاص الذين يدخلون قسم الطوارئ.

## العلامات والأعراض
يمكن تصنيف الحالة الصرعية في فئتين مستقلتين: اختلاجية وغير اختلاجية (إن سي إس إي).

### الاختلاجية
تتظاهر الحالة الصرعية الاختلاجية بنمط منتظم من حركات الانقباض والبسط في الذراعين والساقين.
يُعد الصرع الجزئي المستمر أحد أشكال النفضات المستمرة لساعة أو ليوم أو حتى لأسبوع. ينجم هذا الصرع عن المرض الوعائي، أو الأورام أو التهاب الدماغ، ويتميز بمقاومته للأدوية.
يحدث الارتجاج العضلي المعمم بشكل شائع لدى الأشخاص الذين تعرضوا للغيبوبة بعد «سي بّي آر»، إذ يعتبره البعض مؤشرًا على حدوث تلف وخيم في القشرة الجديدة.
تُعرف الحالة الصرعية المقاومة بوصفها حالة صرعية مستمرة على الرغم من العلاج باستخدام البنزوديازيبينات مع أحد الأدوية المضادة للصرع.
تُعرف الحالة الصرعية فائقة المقاومة بوصفها حالة صرعية مستمرة أو متكررة خلال 24 ساعة أو أكثر بعد بدء العلاج التخديري، يشمل هذا حالات تكرار الحالة الصرعية عند انسحاب المادة المخدرة أو انخفاض تركيزها.

### غير الاختلاجية
تُوصف الحالة الصرعية غير الاختلاجية بأنها تغير طويل الأمد نسبيًا في مستوى وعي الفرد دون حدوث حركات انثناء وبسط شديدة للأطراف كنتيجة لنشاط النوبة. تُقسم هذه الحالة الصرعية إلى نوعين رئيسيين، النوبات الجزئية المركبة المطولة أو النوبات الصرعية المصحوبة بالغيبة. تشكل الحالة الصرعية غير الاختلاجية ما يصل إلى ربع حالات «إس إي».
تتحدد النوبة في منطقة صغيرة من الدماغ في الحالة الصرعية الجزئية المركبة، وعادة ما تتمركز في الفص الصدغي. تتميز الحالة الصرعية المصحوبة بالغيبة بحدوث نوبة معممة مؤثرة على كامل الدماغ. ينبغي إجراء «إي إي جي» من أجل التفريق بين هاتين الحالتين. تسبب الحالة الصرعية غير الاختلاجية نوبات متميزة بالذهول طويل الأمد، والتحديق وانعدام الاستجابة.

## الأسباب
يعاني 25% فقط من الأشخاص المصابين بالنوبات أو بالحالة الصرعية من الصرع. تشمل الأسباب المحتملة للحالة الصرعية ما يلي:
- السكتة الدماغية[10]
- النزف[10]
- المسكرات أو ردود الفعل الضارة على الأدوية[10]
- الجرعات غير الكافية من الأدوية (خاصة مضادات الاختلاج) أو انسحاب الدواء المفاجئ
- الجرعات غير الكافية من أدوية البنزوديازيبينات أو انسحابها المفاجئ (قريب من انسحاب الكحول)؛ يُعد بدوره إحدى فئات مضادات الاختلاج / مضادات الصرع
- استهلاك المشروبات الكحولية أثناء تعاطي مضادات الاختلاج، أو انسحاب الكحول
- اتباع الحمية الغذائية أو الصيام أثناء تعاطي مضادات الاختلاج
- بدء تعاطي دواء جديد من شأنه إنقاص فعالية مضاد الاختلاج أو التأثير على استقلابه أو إنقاص عمره النصفي، ما يسبب انخفاض تركيزه في الدم
- تطوير مقاومة لمضاد الاختلاج المستخدم مسبقًا
- الإصابة بالتهاب المعدة والأمعاء أثناء تعاطي مضاد الاختلاج، إذ يؤدي هذا إلى نقص تركيز مضاد الاختلاج في مجرى الدم نتيجة تقيؤ المحتويات المعدية أو انخفاض مستوى الامتصاص بسبب الوذمة المخاطية
- تطوير حالة جديدة غير متعلقة بالحالة الصرعية، مع حدوث النوبات بنفس الوقت كأحد أعراض هذه الحالة الجديدة، وعدم القدرة على السيطرة عليها باستخدام مضادات الاختلاج المستخدمة مسبقًا
- الاضطرابات الاستقلابية – مثل عدوى الكلى والكبد[10]
- يؤدي الحرمان من النوم لفترات طويلة في غالبية الحالات إلى فقد السيطرة على النوبات (الذي يحدث عادة، وليس دائمًا، أي مؤقتًا)
- التجفاف – معتدل إلى شديد، خاصة عند ترافقه مع أي عامل من العوامل أعلاه

## المآل
على الرغم من اختلاف المصادر، تشير التقديرات إلى موت ما يقارب 16-20% من الأشخاص المصابين بالحالة الصرعية لأول مرة؛ وتتراوح هذه النسبة وفق مصادر أخرى بين 10-30% من الوفيات خلال 30 يوم من الإصابة. علاوة على ذلك، يعاني 10-50% من المرضى المصابين بالحالة الصرعية من إعاقات مستمرة مدى الحياة. تعود الغالبية العظمى من نسبة الوفيات البالغة 30% إلى أشخاص مصابين بحالة دماغية كامنة مسببة للحالة الصرعية، مثل أورام الدماغ، أو عدوى الدماغ، أو إصابة الدماغ الرضية أو السكتة الدماغية. مع ذلك، يزداد خطر الوفاة لدى الأشخاص المشخصين بالصرع والمصابين بالحالة الصرعية عند فشل حالتهم في الاستقرار بسرعة، والفشل في تكييف نظام نومهم وأدويتهم والالتزام بها وعدم السيطرة على مستويات الإجهاد وغيره من المنبهات (التي تحرض النوبات). مع ذلك، يستطيع الشخص – أو الأشخاص – المشخص بالصرع ذو الصحة الجيدة النجاة مع حد أدنى من التلف الدماغي أو دون أي تلف دماغي، إلى جانب تقليل خطر الموت وتجنب حدوث النوبات في المستقبل، من خلال الرعاية الصحية الأمثل، والالتزام بنظام دوائي محدد وامتلاك مآل جيد (أي عدم وجود أي أمراض دماغية أو عضوية أخرى غير مسيطر عليها).